# ARTOP Linhas Aéreas
ARTOP Linhas Aéreas (kurz ARTOP) war der Markenauftritt, unter dem das im Jahr 1951 gegründete portugiesische Unternehmen Aero Topográfica ab dem 1. Oktober 1958 Linienflüge mit Flugbooten zwischen Lissabon und Madeira durchführte. Infolge eines Flugunfalls stellte die Gesellschaft ihren Linienverkehr einen Monat nach der Betriebsaufnahme wieder ein. 

## Geschichte
Die britische Aquila Airways hatte im Jahr 1949 mit Flugbooten eine Linienroute von Southampton über Lissabon nach Funchal auf Madeira eröffnet. Weil es damals auf der Insel noch keinen befestigten Flughafen gab und Aquila Airways das einzige Unternehmen war, das in den 1950er-Jahren planmäßige Verbindungen zwischen Lissabon und Madeira anbot, subventionierte Portugal den Linienverkehr der britischen Gesellschaft auf dieser Strecke. Nachdem Aquila Airways trotz der Subventionen erhebliche Verluste eingeflogen hatte, beantrage sie im Frühjahr 1958 höhere staatliche Zuschüsse, was von der portugiesischen Regierung abgelehnt wurde. Stattdessen entschied sich das portugiesische Verkehrsministerium im Juni 1958 dazu, die Streckenrechte nach Madeira neu zu vergeben. Aquila Airways kündigte daraufhin die Einstellung ihres Flugbetriebs zum 1. Oktober 1958 an.
Weil die portugiesische Fluggesellschaft Transportes Aéreos Portugueses (TAP) keine Flugboote besaß, verzichtete sie auf eine Übernahme der Route. Stattdessen erhielt das im Jahr 1951 vom Flugkapitän Durval Ferreira Mergulhão gegründete Unternehmen Aero Topográfica Ltda. die Streckenrechte, welches bis dahin nur Landesvermessungen und  Luftbildaufnahmen mit Kleinflugzeugen durchgeführt hatte. 
Am 25. Juni 1958 gewährte Portugal dem Unternehmen staatliche Finanzhilfen zum Kauf von zwei Flugbooten des Typs Martin PBM Mariner. Der US-amerikanische Flugzeugmakler Surex Trading Company wurde mit der Suche nach geeigneten Maschinen beauftragt, die keine Anzeichen von Korrosion aufweisen sollten. Portugiesische Techniker und Angestellte der TAP begutachteten im Anschluss die zwölf vom Makler vorausgewählten Flugzeuge. Sie entschieden sich für zwei in Philadelphia und San Diego eingelagerte Militärmaschinen, die im Jahr 1944 für die US Navy gebaut worden waren. Beide Flugzeuge wurden Ende August 1958 nach Lissabon überführt und dort für den Zivilflugverkehr umgerüstet. Hierbei erhielten sie zusätzliche Rumpffenster sowie eine neu gestaltete, durchgängige Kabine mit moderner Inneneinrichtung, die Platz für 41 Passagiere bot. Die Betriebsgenehmigung für das erste umgebaute Flugboot (Kennzeichen: CS-THA) wurde am 29. September 1958 von der portugiesischen Luftfahrtbehörde DGAC erteilt. Zeitgleich stellte das Unternehmen zwei Flugkapitäne und zwei Kopiloten ein, die zuvor bei Aquila Airways beschäftigt waren.
Aero Topográfica nahm den staatlich subventionierten Linienverkehr nach Madeira am 1. Oktober 1958 vom Flughafen Lissabon-Cabo Ruivo unter dem Markennamen ARTOP Linhas Aéreas auf. Die Strecke wurde in Kooperation mit TAP betrieben, welche die Flugscheine des Unternehmens in ihren internationalen Niederlassungen verkaufte und daneben Zubringerdienste für die Strecke nach Madeira leistete. Der Umbau des zweiten Flugboots (CS-THB) wurde am 2. November abgeschlossen. Nach mehreren Testflügen erhielt die Maschine am 8. November 1958 ihre Betriebszulassung von der DGAC. Nur einen Tag später verunglückte diese Martin PBM Mariner aus ungeklärtem Grund rund 200 Kilometer westlich vom Cabo de São Vicente. ARTOP stellte daraufhin am 12. November 1958 alle Passagierflüge ersatzlos ein, wodurch der zivile Flugverkehr nach Madeira bis zur Eröffnung des Flughafens Santa Catarina im Jahr 1964 vollständig zum Erliegen kam.
Nach der Einstellung des Linienflugbetriebs wurde die Gesellschaft Aero Topográfica nicht aufgelöst, sondern konzentrierte sich wieder auf ihr ursprüngliches Kerngeschäft. Das Unternehmen ist heute in den Bereichen Kartografie und Geo-Engineering tätig.

## Flotte
- Martin PBM-5 Mariner (Kennzeichen: CS-THA, Taufname: „Madeira“ und CS-THB, Taufname: „Porto Santo“)

## Zwischenfälle
- Am 9. November 1958 verunglückte eine Martin PBM Mariner (CS-THB) auf der Strecke nach Madeira. Die Piloten setzten 58 Minuten nach dem Start vom Flughafen Lissabon-Cabo Ruivo die Meldung „QUG Emergência“ ab und kündigten damit eine unverzügliche Notlandung im Atlantik an. Der Grund hierfür blieb offen. Das Flugboot befand sich zu diesem Zeitpunkt rund 250 Kilometer südwestlich von Lissabon. Trotz einer viertägigen Suche wurden weder Spuren der Maschine noch ihrer 36 Insassen entdeckt. Aufgrund der fehlenden Trümmer konnte der Unfall nicht aufgeklärt werden. Die portugiesische Untersuchungskommission sah einen gleichzeitigen Ausfall beider Motoren als wahrscheinlichste Ursache an.[5] Daneben wurde unter anderem der Verdacht geäußert, dass einer der mit Benzin betriebenen Kabinenheizlüfter einen Brand an Bord ausgelöst haben könnte, der die Besatzung zur Notlandung zwang.[6]

## Trivia
- Aero Topográfica war die letzte europäische Fluggesellschaft, die ausschließlich Flugboote im Linienverkehr eingesetzt hat.